# Мулен, Жан де
Жан де Мулен (фр. Jean de Moulins) (? — 23 февраля 1353) — французский кардинал, генеральный магистр ордена проповедников (1349—1350).

## Биография
Родился в епархии Лиможа, дата рождения неизвестна. В молодости вступил в орден проповедников, подвизался в доминиканском монастыре города Брив-ла-Гайард. В 1344 году был назначен главным инквизитором Франции, В 1345 году получил высокую должность Магистра Священного дворца при папском дворе в Авиньоне, где тот пребывал в период Авиньонского пленения пап.
30 мая 1349 года на очередном генеральном капитуле ордена доминиканцев был избран двадцатым по счёту главой ордена. На посту главы ордена показал себя неэффективным лидером, хотя вошёл в историю благодаря успешным призывам к последнему дофину Вьеннскому Умберту II воссоединить его земли с Францией и стать доминиканцем. Умберт II в итоге продал свои наследственные земли королю Франции Филиппу VI и вступил в доминиканский орден.
17 декабря 1350 года Жан де Мулен был избран кардиналом, вследствие чего подал в отставку с поста главы доминиканцев. 3 февраля 1351 года получил знаки кардинальского достоинства в папском дворце Авиньона. Участник конклава 1352 года, избравшего Иннокентия VI. Автор нескольких теологических работ и проповедей.
Умер 23 февраля 1353 года в Авиньоне. Похоронен был в Тулузе, но позднее его останки были перезахоронены в доминиканском монастыре Брив-ла-Гайарда, где прошла значительная часть его жизни.